# Théodore Smolders
Pour les articles homonymes, voir Smolders.
Théodore Smolders (Zevenbergen, 26 juillet 1809 - Louvain, 7 août 1899), est un avocat belge, habitant Louvain.

## Biographie
Il obtint en 1833 son diplôme de docteur en droit à l'Université d'État de Louvain et devint avocat au barreau de cette ville. Il fut très souvent bâtonnier du barreau de Louvain.
Membre du Parti catholique, il fut bourgmestre de Louvain de 1869 à 1872.
Du 2 juillet 1873 au 10 juin 1884, il siégea au Parlement comme député de l'arrondissement de Louvain.
De 1852 à 1863, il fut membre du conseil provincial de la province de Brabant.
À partir de 1835 il devint professeur à l'Université catholique de Louvain.

## Sources
- Léon Dupriez, "Notice sur la vie et let travaux de C.-T.-J. Smolders", dans : Annuaire de l'Université catholique de Louvain, 1901.
- Victor Brants, "Théodore Smolders", dans : Biographie nationale de Belgique, tome XXII, Bruxelles , 1920.
- Jean-Luc De Paepe et Christiane Raindorf-Gérard, Le Parlement Belge, 1831-1894, Bruxelles, 1996.